# Distrito de Juana Méndez
El distrito de Juana Méndez (en francés arrondissement de Ouanaminthe; y en criollo haitiano: awondisman Wanament) es una división administrativa haitiana, que está situada en el departamento de Noreste.

## División territorial
Está formado por el reagrupamiento de tres comunas:
- Capotille
- Juana Méndez
- Mont-Organisé